# 李浩 (1984年)
李浩（韓語：이호，1984年10月22日—），男，南韓足球運動員，擔任防守中場，現效力於K聯賽1球隊蔚山現代。
李浩的足球事業始於國內球隊蔚山現代，其出色表現令當時國家隊主教練艾禾卡特把他選入國家隊，參加2006年世界盃。世界盃後的6月30日，他跟隨艾禾卡特加盟俄羅斯球隊辛尼特，隊友金東進亦早已決定跟隨
。

## 榮譽
蔚山現代
- K聯賽1 (1)：2005
- K-League Cup (1): 2011
- Korean Super Cup (1): 2006
- 亚足联冠军联赛 (1): 2012
- A3 Champions Cup (1): 2006

辛尼特
- 歐洲足協盃 (1)：2007–08

全北现代汽车
- 亚足联冠军联赛 (1)：2016

蒙通聯
- Thai League Cup (1)：2017
- Mekong Club Championship (1)：2017